# Szerisevói járás
A Szerisevói járás (oroszul Селемджи́нский район) Oroszország egyik járása az Amuri területen. Székhelye Szerisevo.

## Népesség
- 1989-ben 35 969 lakosa volt.
- 2002-ben 29 440 lakosa volt.
- 2010-ben 25 725 lakosa volt.